# Бахтин, Серафим Евсеевич
Серафи́м Евсе́евич Бахти́н (18 июля 1916, Новый Курлак, Яранский уезд, Вятская губерния, Российская империя — 15 сентября 1991, Москва, Россия) — советский военный деятель. В годы Великой Отечественной войны — командир батареи 517 корпусного пушечного артиллерийского полка РГК 33 армии на 1 Белорусском фронте (1943—1945), капитан. Подполковник (1957). Член ВКП(б) с 1940 года.

## Биография
Родился 18 июня 1916 года в дер. Новый Курлак ныне Оршанского района Марий Эл в русской крестьянской семье.
В сентябре 1937 года призван в Красную Армию из г. Химки Московской области. В 1940 году вступил в ВКП(б). Участник Великой Отечественной войны: командир взвода управления батареи, командир батареи 517 корпусного пушечного артиллерийского полка РГК 33 армии на 1 Белорусском фронте, капитан. Инициативный и находчивый офицер, эффективной работой сводил до минимума действия противника, при этом уничтожая большое число техники и живой силы. Например, 16 января 1945 года при отражении контратаки пехоты и танков возглавил взвод управления и вступил в рукопашный бой, лично уничтожил 4 врагов. Был дважды ранен, в том числе в Смоленской области, контужен. Награждён орденами Красного Знамени, Отечественной войны II и I степени, Александра Невского и медалями. 
По окончании войны продолжил службу в армии. В июле 1957 года уволился в запас в звании подполковника. Награждён орденами Отечественной войны I степени, Красной Звезды и медалями, в том числе медалью «За боевые заслуги».
Скончался 15 сентября 1991 года в Москве.

## Награды
- Орден Красного Знамени (14.04.1945)[3]
- Орден Отечественной войны I степени (13.07.1944, 06.04.1985)[3][7]
- Орден Отечественной войны II степени (04.09.1943)[3]
- Орден Александра Невского (19.10.1943)[3][6]
- Орден Красной Звезды (05.11.1954)[3]
- Медаль «За боевые заслуги» (24.06.1948)[3]
- Медаль «За победу над Германией в Великой Отечественной войне 1941—1945 гг.» (09.05.1945)[3]
- Медаль «За взятие Кёнигсберга» (09.06.1945)[3]
- Медаль «За воинскую доблесть. В ознаменование 100-летия со дня рождения Владимира Ильича Ленина»